# Карасу (Хромтауський район)
Карасу́ (каз. Қарасу) — колишнє село у складі Хромтауського району Актюбінської області Казахстану. Входить до складу Аккудицького сільського округу. Ліквідоване у 2012 році.
Населення — 1 особа (2009; 98 у 1999).